# Colaci
Colacii sunt produse de patiserie tipice României, și nu doar, care se prezintă sub formă de mici pâini albe de forme diferite, împletituri sub formă de inel împletit din două sau mai multe suluri, colaci rotunzi (circulari), de cruci ori de păsări. Colacii se consumă în comunitățile ebraice din întreaga lume în zilele de odihnă sau de sărbători, iar în Europa au un specific local care ține de tradiția fiecărui popor. În România sunt consumați pe perioada sărbătorilor de iarnă când se oferă la copii care colindă pentru a recita colinzi care vestesc Nașterea lui Mesia în ajunul sărbătorii numită în România Crăciun, în tradiția moașei care merge în ziua de Sf. Vasile' cu un colac la casa pruncului botezat, în etapele nunții, și în ceremonia de înmormântare când se oferă ca pomană și fie sunt rotunzi, fie sub formă de cruce ori de scară (pe care, spune tradiția, sufletul celui dispărut va urca către văzduh unde va aștepta învierea).

## Etimologie
Colac (în română), Etimologia cuvântului "colac", la 'plural:' colaci (kolachy) din (greacă) ϰόλλαξ și slavon kolač, din "kolo": "kolo" în slavonă însemnă „roată” și se referă la ceva cu formă circulară .
'Colaciimai sunt numiți challah în comunitățile ebraice, Hefezopf în limba germană, khale (în dialectul idiș estic, germană și dialectul idiș vestic), berches (în svabă), barkis  (în Göteborg), bergis (în Stockholm), birkata în dialectul iudeo-amharic, chałka (în poloneză),  vánočka (în cehă), zopf (în Elveția) și kitke (în Africa de Sud),
Cuvântul colac la singular este menționat în Biblie cu Calah (ori: ḥallah, în limba ebraică חלה), folosit pentru prima dată într-o poruncă ordinată de Dumnezeu copiilor lui Israel ca atunci când vor intra în țară, înainte de a mânca pâinea pământului să ofere prima masă dospită, o prăjitură Calah, ca pârgă din aluat înălțat care să le facă dezlegare pentru a mânca din pâinea pământului din neam în neam.

## Credința

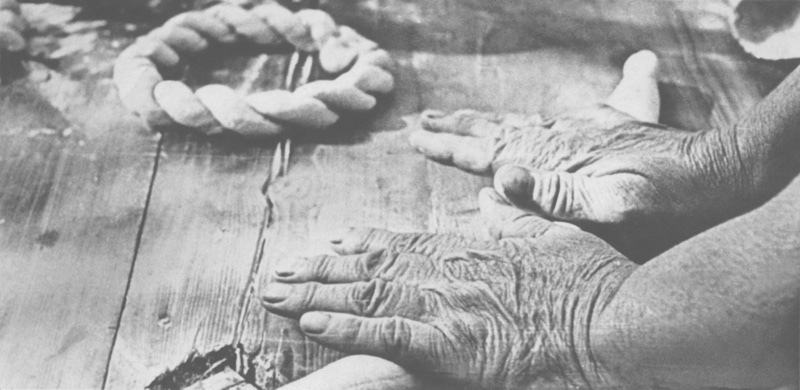
Confecționarea colacilor moldovenești

În România și mai larg în Balcani, există o ofertă de cereale legate de cultul morților. Acesta este și cazul colivei, dar, de asemeni în Moldova de sfințișori sărbătoarea care are loc pe 9 Martie, când se oferă vizitatorilor care vin să-i pomenească pe cei adormiți care așteaptă învierea. În celelalte zone ale țării colindele copiilor sunt răsplătite în mod tradițional cu mere, nuci și colăcei

## Legături externe
- Colacul – darul sacru al colindătorilor, 21 decembrie 2012, Iulia Gorneanu, Jurnalul Național